# Madonna leggente

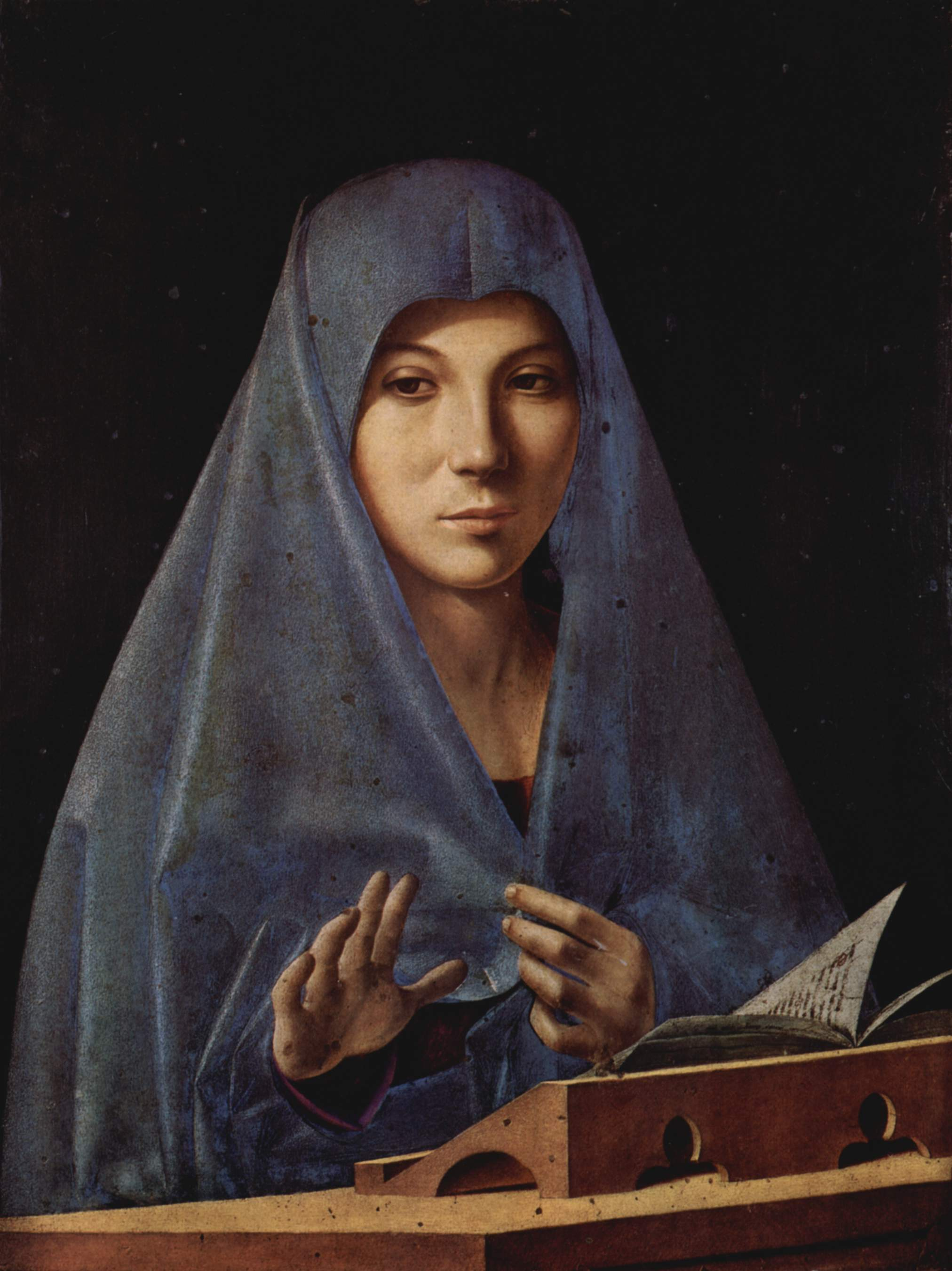
La Vergine leggente (1475 ca.) nellAnnunciazione di Antonello da Messina. Palermo, Palazzo Abatellis.

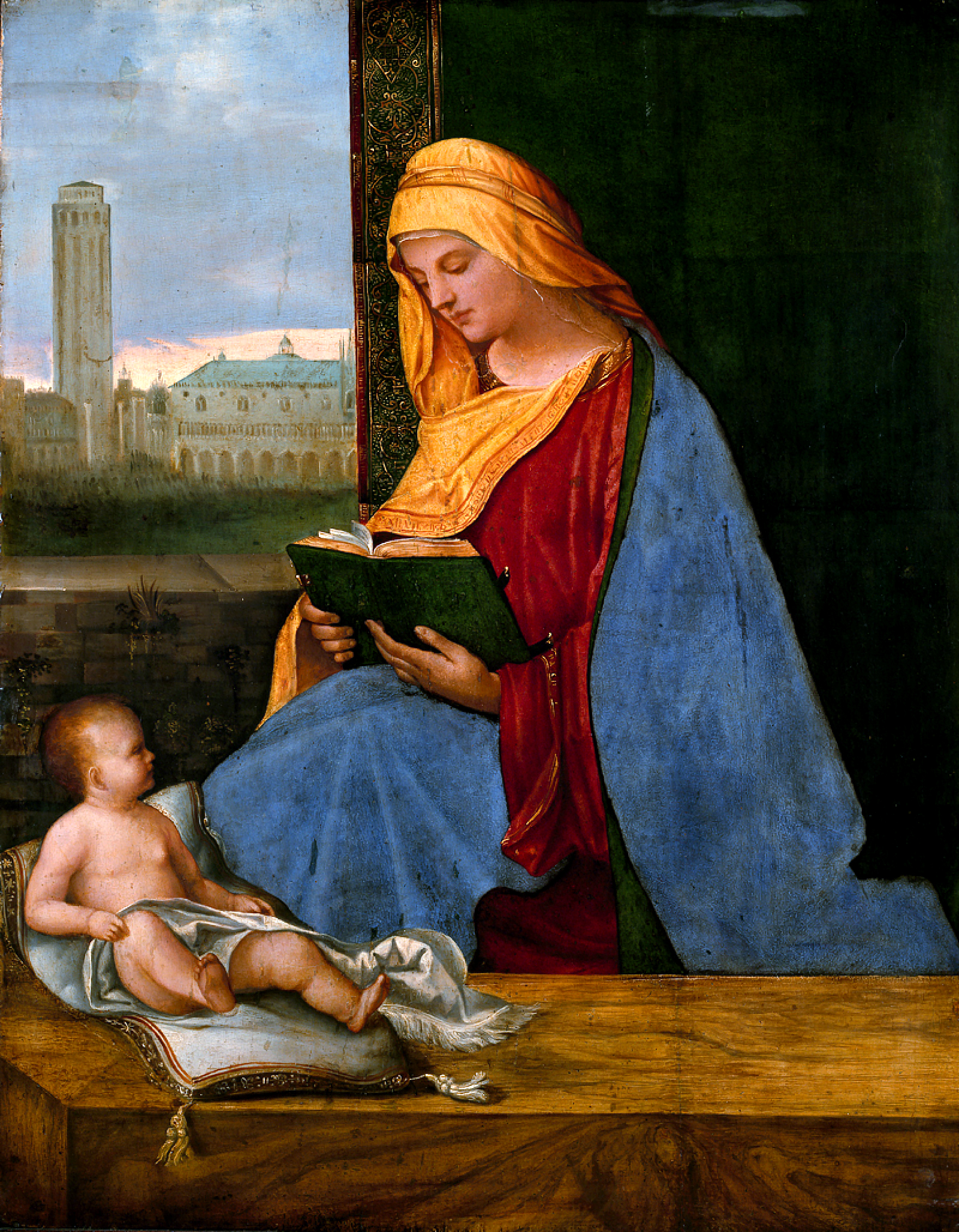
Madonna leggente (1500 ca.) di Giorgione, all'Ashmolean Museum.

La figura della Madonna leggente è un tipo iconografico cristiano molto frequentato, in cui la Vergine Maria viene rappresentata mentre è intenta alla lettura. La comparsa di questa rappresentazione, insieme alla sua fioritura, avvenne nell'ambito del movimento della pittura rinascimentale a partire dal XV secolo, in stretto collegamento con il fiorire, nello scorcio tra XIV e XV secolo, di una cultura umanistica femminile, di matrice religiosa, incentrata sull'uso della lingua volgare.

## Radici culturali
Il libro è uno degli attributi tipici di Maria in rappresentazioni quali l'Annunciazione. La sua presenza, che simboleggiava le Sacre Scritture e il loro avverarsi in episodi chiave della vicenda mariana, è documentata fin dagli esempi più antichi, come ad esempio l'Annunciazione tra i santi Ansano e Margherita di Simone Martini, la prima pala d'altare dedicata a questo tema.

### Origini nella letterarietà religiosa femminile in lingua volgare
Le origini di questo tipo iconografico rimandano con particolare evidenza all'arte rinascimentale, tra XIV e XV secolo.
Era comunque singolare l'associazione della figura femminile a un'attività intellettuale come quella della lettura, a cui le donne non avevano facile accesso e che risultava, pertanto, una prerogativa quasi sempre maschile. 
Si ritiene che tale insolita associazione, confluita poi in un vero e proprio topos artistico, sia legata all'importante ruolo avuto dalla donna, nel corso del XIV e XV secolo, nell'affermazione di una cultura religiosa e di una letterarietà legata all'uso della lingua volgare.
In un caso particolare, il tema della "Madonna leggente" è diventato anche oggetto di uno specifico culto cattolico mariano, che trova il suo centro nel Santuario della Madonna del Libro di Castelnuovo di Val di Cecina.

## Interpretazioni del tema

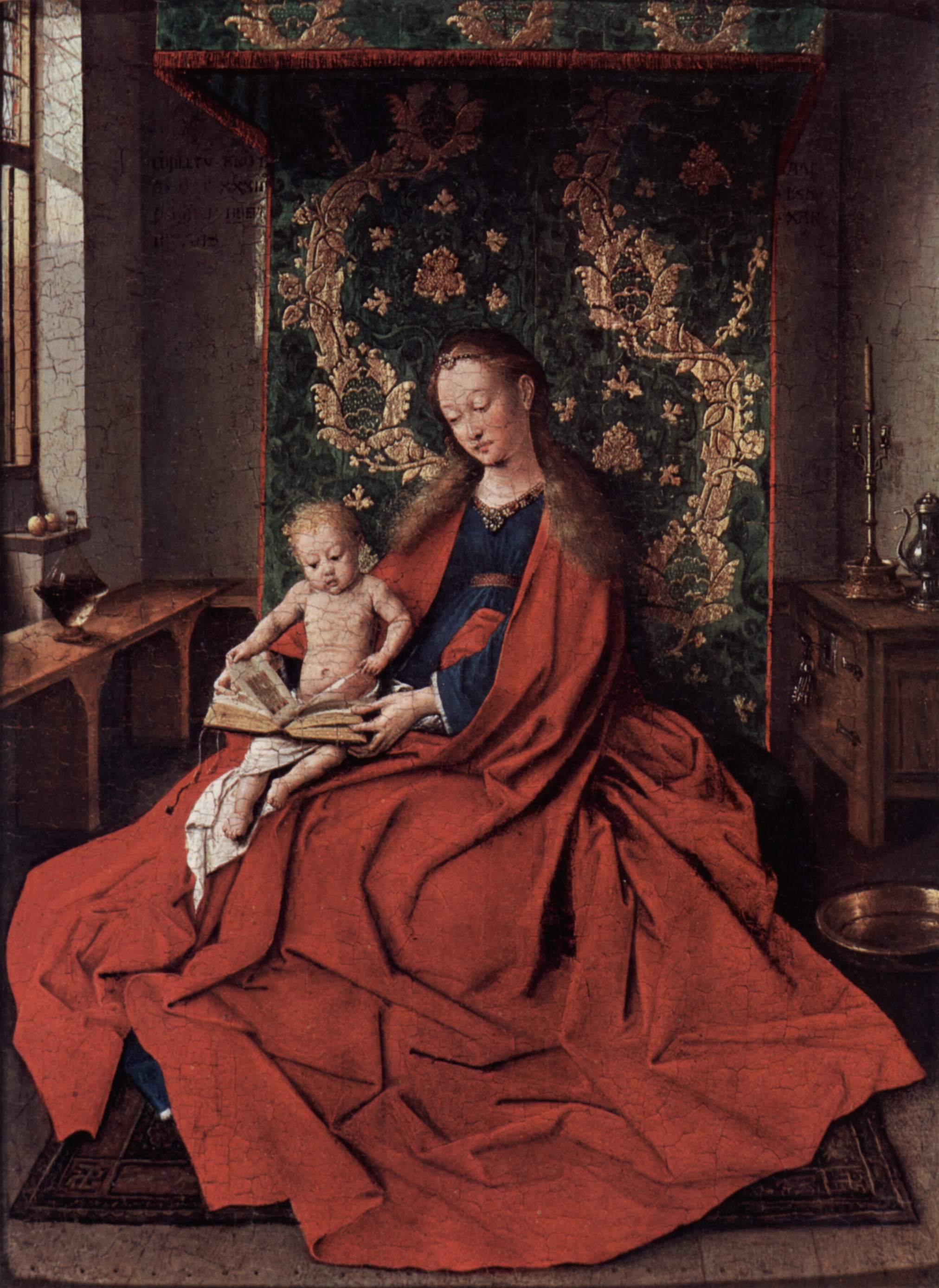
Madonna di Ince Hall (1433), di autore incerto.

Il tema è declinato in varie forme. Una di queste interpreta la Madonna come figura sola, assorta in una lettura endofasica, come nella celebre raffigurazione dell'Attesa dell'Annunciazione di Antonello da Messina (circa 1475). 
In altre interpretazioni, invece, il tema è raffigurato con la Madonna intenta nella lettura esofasica rivolta al Bambino oppure, in altri casi, nella lettura col Bambino.

### Esempi
Numerosi sono gli esempi ascrivibili al tema:
- Madonna di Ince Hall, di attribuzione incerta (probabile copia che un autore ignoto trasse da un originale scomparso, forse di Jan van Eyck o della sua scuola), 1433, National Gallery of Victoria, Melbourne;[2]
- Annunziata di Palermo di Antonello da Messina (circa 1475). Palermo, Palazzo Abatellis;
- Madonna che legge di Paolo Morando, Il Cavazzola (1508);
- Madonna leggente (1500-1510 ca.) di Giorgione, all'Ashmolean Museum.

#### Raffaello

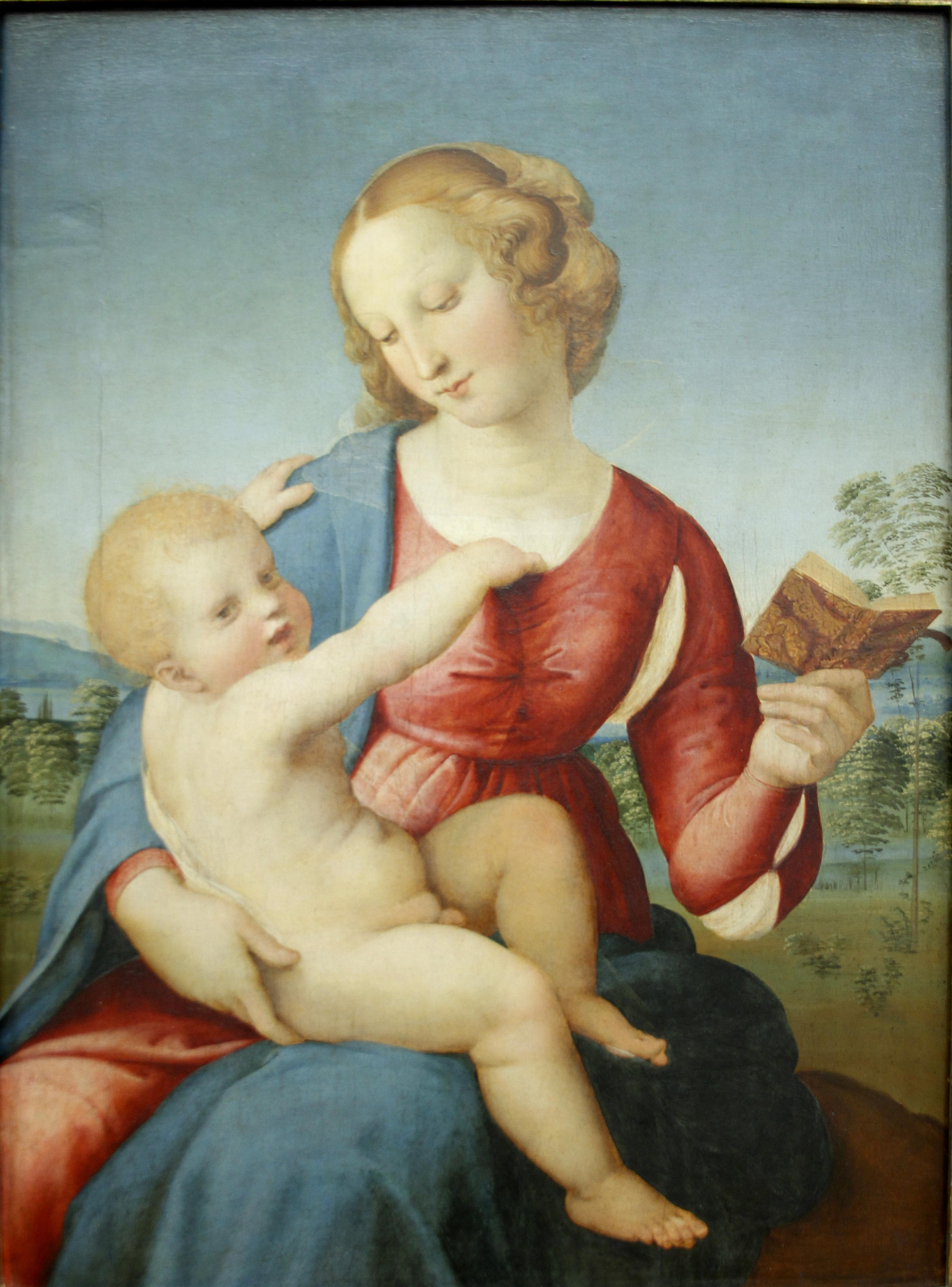
Madonna Colonna di Raffaello (1507 circa), alla Gemäldegalerie di Berlino.

Uno sviluppo particolare del tema si rinviene in Raffaello, che lo ha interpretato in una serie di dipinti e in un affresco:
- Madonna di Pasadena (1503), Norton Simon Museum;
- Madonna Solly (ca. 1504). Staatliche Museen, Berlino;
- Madonna Connestabile (1504), Museo dell'Ermitage, San Pietroburgo;
- Madonna Colonna, Gemäldegalerie, Berlino;
- Madonna d'Alba (1511), National Gallery of Art, Washington;
- Madonna di Casa Santi (affresco) a Urbino;
- Madonna del cardellino (ca 1506), Firenze, Galleria degli Uffizi;
- Belle Jardinière (1508), Parigi, Museo del Louvre.